# باسم نجم
باسم خليل إبراهيم نجم (27 ديسمبر 1927 – 18 مارس 1983) عالم لاهوت وقس لوثري فلسطيني، ولد ونشأ في مدينة طولكرم الفلسطينية، يعد من رعيل قيادات الكنسية اللوثرية، وساهم عام 1959 في تأسيس الكنيسة الإنجيلية اللوثرية في الأردن والأراضي المقدسة وجعلِها طائفة دينية مستقلة، كما ساهم عام 1979 في تعريب الكنيسة، وكان قبلها عام 1965 رئيسًا للمجمع الكنسي للكنيسة الإنجيلية اللوثرية، وهو مؤسس كنيسة الرجاء الإنجيلية اللوثرية، وأول رئيس وراعي للكنيسة منذ عام 1956 وحتى وفاته عام 1983 حيث خلفه منيب يونان.

## سيرته
وُلد باسم خليل إبراهيم نجم في مدينة طولكرم الفلسطينية بتاريخ 27 ديسمبر 1927 لأسرة فلسطينية مسيحية، تلقى تعليمه في مدارس مدينته طولكرم، ودرس علم اللاهوت المسيحي في كلية اللاهوت اللوثرية في شيكاغو [الإنجليزية] في الولايات المتحدة الأمريكية، وتخرج من الكلية عام 1954، ثم خدم لمدة عام في الكنيسة اللوثرية بألمانيا، ورُسم قسيسًا في برلين عام 1955، ومنها عاد إلى بلده فلسطين.
تولى منذ عام 1956 رعاية الطائفة الإنجيلية اللوثرية في منطقة رام الله، وفي عام 1959 ساهم في تأسيس الكنيسة الإنجيلية اللوثرية في الأردن والأراضي المقدسة وجعلِها طائفة دينية مستقلة، فصدرت الموافقة على ذلك من الملك الأردني الحسين بن طلال في مايو 1959، في الوقت الذي كانت فيه الضفة الغربية تتبع للإدارة الأردنية.
في عام 1961 أسس كنيسة الرجاء الإنجيلية اللوثرية، وقد وضع حجر أساسها بتاريخ 12 نوفمبر 1961 برفقة أسقف برلين كورت شارف [الإنجليزية] في حفل رسمي حضره ضيوف من الولايات المتحدة الأمريكية وفنلندا والنرويج، وافتتحت الكنيسة بتاريخ 28 أبريل 1963 في حفل رسمي حضره رؤساء الطوائف المسيحية في المنطقة، وفي عام 1965 أسس في مدينة رام الله مدرسة الرجاء الإنجيلية اللوثرية. كان باسم نجم أول رئيس وراعي لكنيسة الرجاء الإنجيلية اللوثرية، وبعد وفاته عام 1983 فقد خلفه في رئاسة الكنيسة منيب يونان.

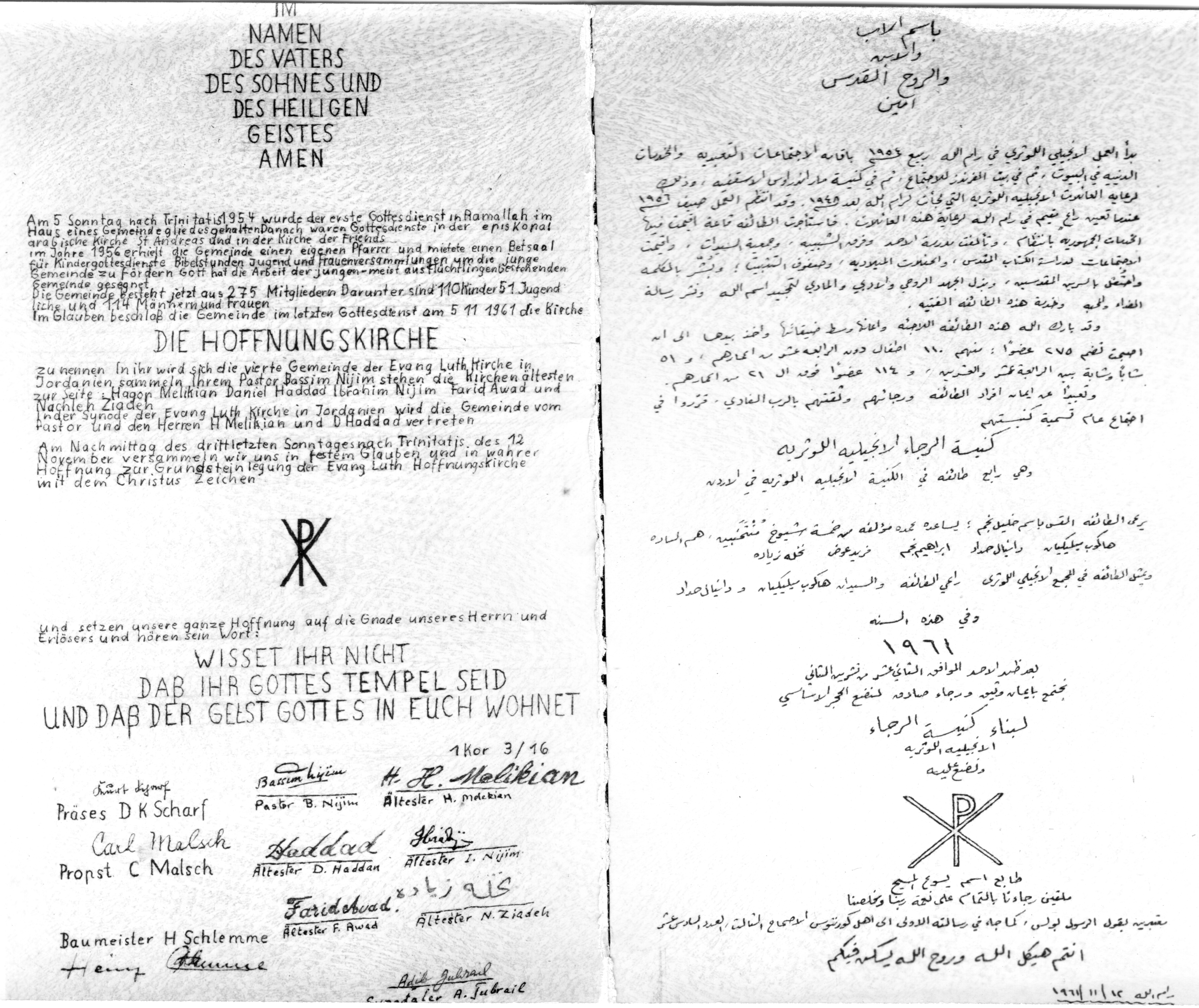
حجر أساس كنيسة الرجاء الإنجيلية اللوثرية بتاريخ 12 نوفمبر 1961

انتخب باسم نجم بتاريخ 6 فبراير 1965 رئيسًا للمجمع الكنسي للكنيسة الإنجيلية اللوثرية في الأراضي المقدسة والأردن خلفًا لداود حداد، وفي عام 1979 ساهم في تعريب الكنيسة الإنجيلية اللوثرية في الأردن والأراضي المقدسة فبذلك جرى تنصيب أول مطران عربي فلسطيني في تاريخ الكنيسة والشرق الأوسط.
كان باسم نجم قد حضر المؤتمر اللوثري العام في أكتوبر 1965 في أديس أبابا، واشترك في مباحثات الوحدة الإنجيلية في القدس وبيروت، كما اشترك في عدة مباحثات مسكونية، ومثل الكنيسة في عدة مناسبات في ألمانيا والسويد وفنلندا وتنزانيا، وحضر اجتماعات الاتحاد اللوثري العالمي ولجنته التنفيذية في كل من الولايات المتحدة الأمريكية والنمسا وسويسرا، كما كان مسؤولًا عن برامج التبادل الثقافي ومخيمات العمل في الاتحاد اللوثري العالمي، وعضوًا في لجنة المساعدات الكنيسة في القدس وقبرص.

## حياته الشخصية
شقيقه هو عالم الجغرافي الفلسطيني بشير نجم المولود في طولكرم بتاريخ 13 سبتمبر 1936.

## وفاته وتأبينه
توفي باسم نجم بتاريخ 18 مارس 1983 عن عمرٍ ناهز 55 عامًا، وأقيم له بتاريخ 15 أبريل 1983 حقل تأبين رسمي في كنيسة الرجاء الإنجيلية اللوثرية حضره عددٌ من الشخصيات والسياسيين ورجال الدين.

## قالوا عنه
مما قالوا عن باسم نجم:
- السياسي الفلسطيني كريم خلف: «عز فراقك على الجميع، وفقدانك فاجعة وخسارة كبيرة، ولنا فيما تركته من أعمال مجيدة ما يخفف عنا آلام الفراق.. منحت عمرك من أجل وطنك وشعبك.. أعمالك وإنجازاتك هي التي جعلتنا جميعًا نعظمك ونقدرك وندعم نهجك ونسير على هديك.. أنت علم من أعلام وطننا الغالي فلسطين».[13]
- المحامي والناشط السياسي الفلسطيني فؤاد شحادة: «كانت حياة فقيدنا الكبير كالشهاب اللامع الذي أضاء سماء الكنيسة والوطن.. إنني لا أشك مطلقًا أن كنيسته قد اعترت به كراع أمين وقائد شجاع ومفكر مبدع.. فقده خسارة كبيرة، لا بل مصيبة».[8]
- مطران الكنيسة الإنجيلية اللوثرية نعيم نصار: «إذا نظرنا إلى الوراء، إلى سنين خلت إلى حياة فقيدنا العزيز نجد أنها رغم قصرها كانت حياة حافلة بالاختبارات والبركات، حياة مليئة بالدروس القيمة كلها تشهد لإخلاصه ولتكريسه نفسه لفاديه ومخلصه».[13]

## كِتاب عنه
في 9 يونيو 2017 أعلن متري الراهب راعي كنيسة الميلاد الإنجيلية اللوثرية في بيت لحم عن نشر كتاب عن حياة باسم نجم.

## وصلات خارجية
- Bassim Khalil Nijim
- عن باسم نجم، عام 1983، صحيفة الوحدة الفلسطينية.
- صورة لباسم نجم بمناسبة "التثبيت" في الكنيسة اللوثرية العربية، عقد 1950، المتحف الفلسطيني.
- صورة لباسم نجم في مطلع شبابه، المتحف الفلسطيني.